# Lexington (Tennessee)
Lexington é uma cidade localizada no estado norte-americano de Tennessee, no Condado de Henderson.

## Demografia
Segundo o censo norte-americano de 2000, a sua população era de 7393 habitantes.
Em 2006, foi estimada uma população de 7780, um aumento de 387 (5.2%).

## Geografia
De acordo com o United States Census Bureau tem uma área de
30,3 km², dos quais 29,9 km² cobertos por terra e 0,4 km² cobertos por água. Lexington localiza-se a aproximadamente 154 m acima do nível do mar.

## Localidades na vizinhança
O diagrama seguinte representa as localidades num raio de 28 km ao redor de Lexington.